# Hàn Thuyên
Hàn Thuyên (chữ Hán: 韓詮, 1229 - ?), tên thật là Nguyễn Thuyên (阮詮), làm tới chức Thượng thư Bộ Hình dưới thời Trần Nhân Tông. Ông là một trong những người phát triển hệ thống chữ Nôm và là người đặt ra thể thơ Hàn luật.

## Tiểu sử
Cho đến nay, người ta vẫn chưa xác định rõ quê gốc của ông. Nhiều người ở thôn Lai Hạ (xã Lai Hạ, huyện Lương Tài, tỉnh Bắc Ninh) cho rằng ông là người làng Lai Hạ, huyện Thanh Lâm, châu Nam Sách, lộ Lạng Giang, nay là xã Lai Hạ, huyện Lương Tài, tỉnh Bắc Ninh. Ông đỗ Tiến sĩ năm 1247.
Đại Việt sử ký toàn thư chép: 
Mùa thu năm Nhâm Ngọ 1282, khi quân Nguyên đang ráo riết chuẩn bị xâm lược nước ta lần thứ 2; bấy giờ có cá sấu đến sông Hồng. Vua sai Thuyên làm văn ném xuống sông, con cá sấu tự nhiên đi mất. Vua xem việc này giống như Hàn Dũ (đời nhà Đường - Trung Quốc), cho đổi họ là Hàn Thuyên.
Hàn Thuyên giỏi thơ Nôm. Ông được xem là người phát triển, phổ biến chữ Nôm của Việt Nam.
Ông là người đầu tiên dùng luật thơ Đường vào thơ Nôm, nên đời sau gọi thơ Nôm theo Đường luật là Hàn luật.

## Vinh danh
Tên của ông được đặt cho nhiều trường học; đường phố ở nhiều tỉnh và thành phố ở Việt Nam.
Trường THPT Hàn Thuyên, thành phố Bắc Ninh, tỉnh Bắc Ninh trường được vinh dự được Bộ Trưởng Bộ quốc gia giáo dục Vũ Đình Hòe kí quyết định đổi tên từ Thành Chung Bắc Ninh thành Trường Hàn Thuyên Bắc Ninh từ ngày 14 tháng 2 năm 1946.